# Eupetrichthys
Eupetrichthys és un gènere de peixos de la família dels làbrids i de l'ordre dels perciformes.

## Taxonomia
- Eupetrichthys angustipes (Ramsay i Ogilby, 1888)[2][3][4]